# Farrerlilja
Farrerlilja (Lilium duchartrei) är en art i familjen liljeväxter. Arten förekommer i naturligt i Kina och odlas som trädgårdsväxt bland annat i Sverige.
Farrerlilja är en flerårig ört med lök, 50–150 cm hög. Löken är vit, äggrund, till 4 cm i diameter, någon krypande och bildar smålökar. Bladen är strödda, lansettlika, 4,5–5 x 1 cm, papillös på undersidan, med 3–5 nerver. I bladvecken finns samlingar av vita hår. Blommorna sitter ensamma, eller 2–12 i en flock, de är nickande och väldoftande. Kalkbladen är kraftigt tillbakarullade, vita med purpurröda prickar, 45–60 mm långa och 12–14 mm breda. Nektarierna är papillösa på båda sidor. Ståndarsträngarna är gröna och ståndarknapparna är gula, pollenet är mörkt rödbrunt.

## Synonymer
- Lilium farreri Turrill
- Lilium forrestii W. W. Smith.

### Webbkällor
- Svensk Kulturväxtdatabas
- Flora of China - Lilium duchartrei
- The Genus Lilium -Lilium duchartrei
- Wikimedia Commons har media som rör Farrerlilja.